# كريستينا كينيلي
كريستينا كينيلي (بالإنجليزية: Kristina Keneally)‏ (و. 1968 – م)هي سياسية من الولايات المتحدة الأمريكية، أستراليا . ولدت في لاس فيغاس، نيفادا .تولت منصب عضو الجمعية التشريعية نيو ساوث ويلز .
وهي عضوة في حزب العمال الأسترالي .

## التعليم
تعلمت في جامعة ديتون.